# جيمس بي. برادي
جيمس بي. برادي هو ناشط وسياسي كندي، ولد في 1908 في St. Vincent, Alberta ‏ في كندا، وتوفي في 1967.